# Гершельман, Василий Сергеевич
Васи́лий Серге́евич Гершельман (1885—1919) — полковник лейб-гвардии Уланского Его Величества полка, герой Первой мировой войны, участник Белого движения.

## Биография
Православный. Из потомственных дворян Санкт-Петербургской губернии. Старший сын генерала от инфантерии Сергея Константиновича Гершельмана и жены его Александры Васильевны Познанской.
Воспитывался в Пажеском корпусе, по окончании которого 9 августа 1904 года был произведен из камер-пажей в корнеты 52-го драгунского Нежинского полка, в рядах которого участвовал в русско-японской войне. Был ранен под Инкоу, за боевые отличия награжден четырьмя орденами.
По окончании войны, 15 мая 1906 года переведен в лейб-гвардии Уланский Его Величества полк. Произведен в поручики 6 декабря 1908 года, в штабс-ротмистры — 6 декабря 1912 года.
В Первую мировую войну вступил со своим полком. В марте 1915 года был ранен под Залещиками. Пожалован Георгиевским оружием
За то, что 29 сентября 1915 года, в бою у дер. Бураковне, с эскадроном задержал наступление превосходных сил противника. Умелым сочетанием пулеметного огня и стрелками своего эскадрона, лично подавая пример замечательного мужества, спокойствия и презрения опасности, под губительным огнём противника, отбил неоднократные атаки австрийцев, заставил их окопаться и задерживал их до подхода пластунов.
Произведен в ротмистры 23 апреля 1916 года, в полковники — 7 мая 1917 года.
В ноябре 1917 вступил в Добровольческую армию. 18 декабря был назначен командиром 1-го кавалерийского дивизиона, к формированию которого приступил в Ростове-на-Дону. Ядром дивизиона стали пять офицеров Уланского полка. С 13 января 1918 года дивизион участвовал в боях под Таганрогом и отходе к Ростову, после чего был сведен в офицерский эскадрон, который принял участие в 1-м Кубанском походе. 26 марта 1918 года эскадрон был влит в 1-й конный генерала Алексеева полк. После этого полковник Гершельман состоял в резерве чинов, а в августе 1918 года был назначен командиром Запасного кавалерийского полка. В конце 1918 года был направлен в Крым для формирования Сводно-гвардейского кавалерийского дивизиона, командиром которого был назначен. 20 февраля 1919 года был убит в бою с красными при имении Аскания-Нова.

## Награды
- Орден Святой Анны 4-й ст. с надписью «за храбрость» (ВП 12.02.1906)
- Орден Святой Анны 3-й ст. с мечами и бантом (ВП 26.03.1906)
- Орден Святого Станислава 3-й ст. с мечами и бантом (ВП 16.04.1906)
- Орден Святого Станислава 2-й ст. с мечами (ВП 1.08.1907)
- Орден Святой Анны 2-й ст. с мечами (ВП 1.11.1914)
- Орден Святого Владимира 4-й ст. с мечами и бантом (ВП 19.11.1914)
- Георгиевское оружие (ВП 10.02.1917)